# Artúr Görgei
Artúr Görgei (Toporec, 30 gennaio 1818 – Budapest, 21 maggio 1916) è stato un patriota, chimico e ufficiale ungherese.
Rivoluzionario dal 1848, fu comandante di campo, ma, a causa di ripetute sconfitte rinunciò al comando. Ministro della guerra sotto il governo Kossuth, nel 1849 venne nominato comandante supremo, ma con la resa di Világos dovette arrendersi incondizionatamente. 
Morì a Budapest,  all'età di 98 anni.